# Gustav von Stiehle
Friedrich Wilhelm Gustav von Stiehle (født 14. august 1823 i Erfurt, død 15. november 1899 i Berlin) var en preussisk generalløjtnant. 
1840 indtrådte han i hæren og kom 1855 som kaptajn til generalstaben, overtog 1860 den historiske afdeling her og holdt forelæsninger på krigsskolen. 1864 ansattes han ved general Wrangels stab under krigen mod Danmark. 1866 udnævntes han til oberst og forrettede under krigen med Østerrig med stor dygtighed tjeneste i det store hovedkvarter. 
1869 blev han afdelingschef i generalstaben og var 1870 generalstabschef ved 2. armé, i hvilken stilling han indlagde sig særlig fortjeneste. Stiehle sluttede forhandlingerne med den franske general Jarras angående overgivelsen af Metz. Efter at have beklædt flere betydelige stillinger blev han 1877 generaladjutant og 1881 chef for 5. armékorps. 1884 udnævntes han til general for infanteriet, 1886 til chef for Ingeniør- og Pionerkorpset samt generalinspektør for fæstningerne; 1888 tog han sin afsked.